# Вилијам Роуан Хамилтон
Вилијам Роуан Хамилтон (енгл. William Rowan Hamilton; Даблин, 4. август 1805 — Даблин, 2. септембар 1865)  је био ирски математичар, физичар и астроном који је дао значајан допринос развоју оптике, динамике и алгебре. У најранијој младости Хамилтон је испољио таленат у области лингвистике, песништва и уопште књижевности и филозофије. 
На њега је велик утицај имао његов ујак Џејмс Хамилтон. Са тринаестак година знао је исто толико језика. Лингвистика, као и класична литература, заокупљала га је читав живот. Врло рано је испољио математички таленат. Завршио је студије на Тринит колеџу. По завршетку студија добио је место професора математике и астрономије на Тринит колеџу. Бавио се оптиком, математичком физиком, мање астрономијом. У свету математике постао познат по кватернионима које је измислио због немогућности да пронађе алгебарски еквивалент просториним векторима у три димензије. То је први пример скупа у коме множење није комутативно. У свету механике и физике постао је познат по такозваним Хамилтоновим једначинама као и по варијационом принципу познатом под именом Хамилтонов принцип. 
Његова математичка и дедуктивна теорија оптике, пренета затим на динамику, унапредила је рачунање варијација и решавање диференцијалних једначина.

## Живот

### Младост
Хамилтон је био четврто од деветоро деце рођене у породици Саре Хатон (1780–1817) и Арчибалда Хамилтона (1778–1819), који су живели у Даблину у улици Доминик 29, која је касније ренумерисана на 36. Хамилтонов отац, који је био из Даблина, радио је као адвокат. До треће године, Хамилтон је послат да живи код свог ујака Џејмса Хамилтона, дипломца Тринити колеџа који је водио школу у замку Талботс у Триму, Ко. Мит. Џејмсова ћерка Грејс, Хамилтонова рођака, постала је мајка Мери Елизабет Таунсенд, филантроп и саоснивач Девојачког пријатељског друштва.
За Хамилтона се каже да је показао таленат у раној младости. Његов ујак је приметио да је Хамилтон од малих ногу показивао невероватну способност усвајања језика. То су оспорили неки историчари, који тврде да је он имао само основно разумевање о њима. Са седам година је већ напредовао у хебрејском, а пре своје 13. године развио је под надзором свог ујака познавање десетак језика: класичних и модерних европских језика, као и персијског, арапског, хиндустанског, санскрита, маратског и малајског.
Стручни ментални калкулатор, млади Хамилтон је био способан да израчуна резултат неког прорачуна на много децималних места. Септембра 1813, у Даблину је представљено америчко рачунско чудо, Зера Колберн. Колбурн је имао 9 година, годину дана старији од Хамилтона. Њих двојица су се суочили један против другог у надметању у менталној аритметици, при чему је Колберн изашао као победник. Као реакција на свој пораз, Хамилтон је мање времена проводио на проучавању језика, и више на математици. Са десет година, наишао је на латинску копију Еуклида; а са дванаест је проучавао Њутнову Arithmetica Universalis. Прешао је на читање Principia, и до 16. године је покрио велики део тога, као и неке новије радове о аналитичкој геометрији и диференцијалном рачуну.
Хамилтон се такође спремао да уђе у Тринити колеџ у Даблину и стога је морао да посвети неко време класици. Хамилтонов претходник као краљевски астроном Ирске, Џон Брикли, приметио је за 18-годишњег Хамилтона: „Овај младић, не кажем да ће бити, већ јесте, први математичар свог доба.“

### Студентске године
Средином 1822. Хамилтон је започео систематско проучавање Лапласове Mécanique Céleste. У јулу 1823. добио је место на Тринити колеџу у Даблину након полагања пријемног испита, са 18 година. Његов тутор је био Чарлс Бојтон, породични пријатељ. Бојтон му је скренуо пажњу на савремену математику коју је објавила група са Политехничког универзитета у Паризу.
Колеџ је Хамилтону доделио два оптима, или изванредне оцене. Он је заправо био први на сваком предмету и на сваком испиту. Остварио је ретко одличје стицањем оптима за грчки и за физику. Од њега се очекивало да освоји више студентских признања, али је његова додипломска каријера прекинута. Дипломирао је класику и математику (дипломирао је 1827, и магистрирао 1837); али изванредно, још као додипломски студент, именован је за Ендрузовог професора астрономије и краљевског астронома Ирске 1827. године. Затим се настанио у Дансинк опсерваторији где је провео остатак свог живота.

#### Лични живот и поезија
Као студента, Хамилтона је привукла Катрин Дизни, сестра једног од његових пријатеља са Тринити колеџа. Њена породица није одобравала, и Катрин је била принуђена да се уда за велечасног Вилијама Барлоуа, брата мужа њене старије сестре. Венчање је одржано 1825. године. Хамилтон је упознао Катрин у августу 1824, у кругу породице Марије Еџворт. О својим осећањима према њој писао је 1826. године у проширеној песми „The Enthusiast”. Више од двадесет година касније, 1847, поверио се Џону Хершелу да је у том периоду могао постати песник.
Године 1825, Хамилтон је упознао Арабелу Лоренс, млађу сестру Саре Лоренс, значајног дописника и искреног критичара његове поезије. То је био контакт који је остварен и кроз круг Марије Еџворт.‍:26

### У Дансинку
Дана 16. јуна 1827, са само 21 годином и још увек студент, Хамилтон је изабран за краљевског астронома Ирске и отишао је да живи у опсерваторији Дансинк где је остао до своје смрти 1865. године. У младости је поседовао телескоп; израчунавао је небеске појаве, на пример места видљивости помрачења Месеца.
У својим раним годинама у Дансинку, Хамилтон је прилично редовно посматрао небо. На крају је оставио рутинско посматрање свом помоћнику Чарлсу Томпсону. Чувена су била његова уводна предавања из астрономије; поред његових ученика, привлачила су научнике и песнике, и жене; Фелисија Хеманс је написала своју песму Молитва усамљеног студента након што је чула једно од његових предавања.

### Лични живот, путовања и поетске посете
Хамилтон је позвао своје четири сестре да дођу да живе у опсерваторији 1827. године, и оне су водиле домаћинство све до његовог брака 1833. Међу њима је била и Елиза Мери Хамилтон (1807–1851), песникиња. Године 1827, Хамилтон је писао својој сестри Грејс о томе да су „неке од” сестара Лоренс упознале његову сестру Елизу у Даблину.
Као новоименовани у Опсерваторији, Хамилтон је кренуо на турнеју по Ирској и Енглеској са Александром Нимом, који га је обучавао о географској ширини и дужини. Један позив био је упућен у школу Саре Лоренс у Гатакреу, близу Ливерпула, где је Хамилтон имао прилику да процени математичара Мастера Ноукса. Они су посетили су Вилијама Вордсворта на Рајдал Маунту у септембру те године, где је био присутан и Цезар Отвеј. Након посете, Хамилтон је послао бројне песме Вордсворту, поставши „поетски ученик“.
Када је Вордсворт посетио Даблин у лето 1829, на забави са Џоном Маршалом и његовом породицом, одсео је у Дансинку са Хамилтоном. На другој турнеји у Енглеској са Нимом 1831, Хамилтон се одвојио од њега у Бирмингему, да би посетио Лоренс сестре и породицу са мајчине стране у области Ливерпула. Поново су се срели у Лејк Дистрикту, где су се попели на Хелвелин и попили чај са Вордсвортом. Хамилтон се вратио у Даблин, преко Единбурга и Глазгова.
Хамилтон је посетио Семјуела Тејлора Колриџа у Хајгејту 1832. године, чему је помогло неочекивано писмо упознавања које му је дала Сара Лоренс приликом посете Ливерпулу у марту те године. Такође је посетио са Арабелом породицу Вилијама Роскоа који је преминуо 1831. године.

### Смрт
Хамилтон је задржао своје способности у неумањеном обиму до последњег даха, и наставио задатак да заврши Елементе кватерниона који су заузимали последњих шест година његовог живота. Преминуо је 2. септембра 1865. од тешког напада гихта. Сахрањен је на гробљу Маунт Џероме у Даблину.